# Sanktuarium św. Józefa w Częstochowie
Kościół św. Józefa Rzemieślnika w Częstochowie − kościół znajdujący się w częstochowskiej dzielnicy Raków, przy ul. Stefana Okrzei.

## Historia
W 1904 roku z inicjatywy Ryty Mierzwińskiej wybudowano tutaj niewielką kapliczkę. Rok później, dzięki staraniom ks. Bolesława Osadnika, wybudowano nową, większą kapliczkę. Jej budowniczym był Derlinger, a środki finansowe przekazał Bernard Hantke – ówczesny właściciel pobliskiej huty. W 1910 roku erygowano parafię Św. Józefa. W 1913 roku rozpoczęto starania o budowę nowego kościoła (wykupiono grunty, opracowano plany budowy). W 1925 roku na zlecenie ks. Stefana Niedźwieckiego, architekci Stefan Szyller i Wiesław Kononowicz opracowali nowe plany budowy (stare zaginęły podczas I wojny światowej). Prezesem Komitetu Budowy Kościoła został Ludwik Trochimowski, aktywnie w nim uczestnicząc i pozyskując materiały budowlane od huty. Budowę kościoła rozpoczęto w 1926 roku, a zakończono w 1928 roku. W następnym roku kościół poświęcił ks. biskup Teodor Kubina. W 1938 roku dobudowano zakrystię.

## Organy
Budowę organów ukończyła w 1955 roku firma Stefana Truszczyńskiego z Włocławka. Instrument posiada 39 głosów, trakturę elektro-pneumatyczną i wiatrownice stożkowych, z wolnostojącym stołem gry o 3 manuałach. Prospekt organowy jest niearchitektoniczny, bezstylowy, jednosekcyjny. 
Dyspozycja instrumentu:
| Manuał I          | Manuał II           | Manuał III       | Pedał              |
| ----------------- | ------------------- | ---------------- | ------------------ |
| 1. Bourdon 16'    | 1. Kwintaton 16'    | 1. Pryncypał 8'  | 1. Prync-bas 16'   |
| 2. Pryncypał 8'   | 2. Flet harm. 8'    | 2. Róg nocny 8'  | 2. Subbas 16'      |
| 3. Flet 8'        | 3. Kryty 8'         | 3. Aeolina 8'    | 3. Oktawbas 8'     |
| 4. Dolce 8'       | 4. Viola 8'         | 4. Vox coel. 8'  | 4. Fletbas 8'      |
| 5. Oktawa 4'      | 5. Prestant 4'      | 5. Blokflet 4'   | 5. Kwintbas 6 2/3' |
| 6. Pryncypał 2'   | 6. Rurflet 4'       | 6. Flet leśny 2' | 6. Chorał 4'       |
| 7. Kwinta 2 2/3'  | 7. Pikolo 2'        | 7. Nasard 2 2/3' | 7. Mixtura 3rz.    |
| 8. Mixtura 4-5rz. | 8. Kwintflet 1 1/3' | 8. Tercja 1 3/5' | 8. Flet 2'         |
| 9. Gedekt 4' *    | 9. Cymbel 3rz.      | 9. Siflet 1'     | 9. Puzon 16'       |
| 10. Trompet 8'    |                     | 10. Szarf 3rz.   |                    |
|                   |                     | 11. Klarnet 8'   |                    |

## Galeria

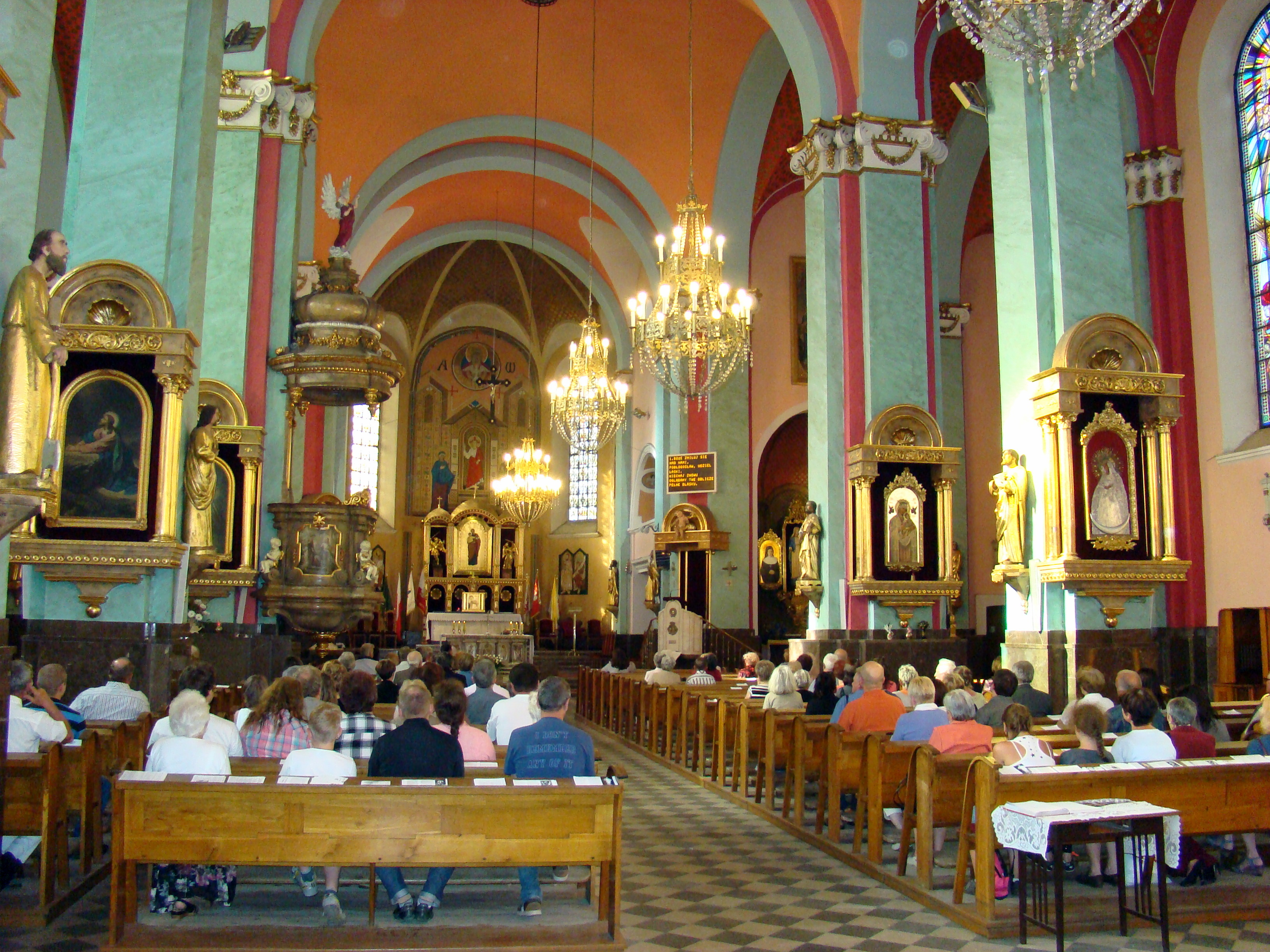
Wnętrze świątyni
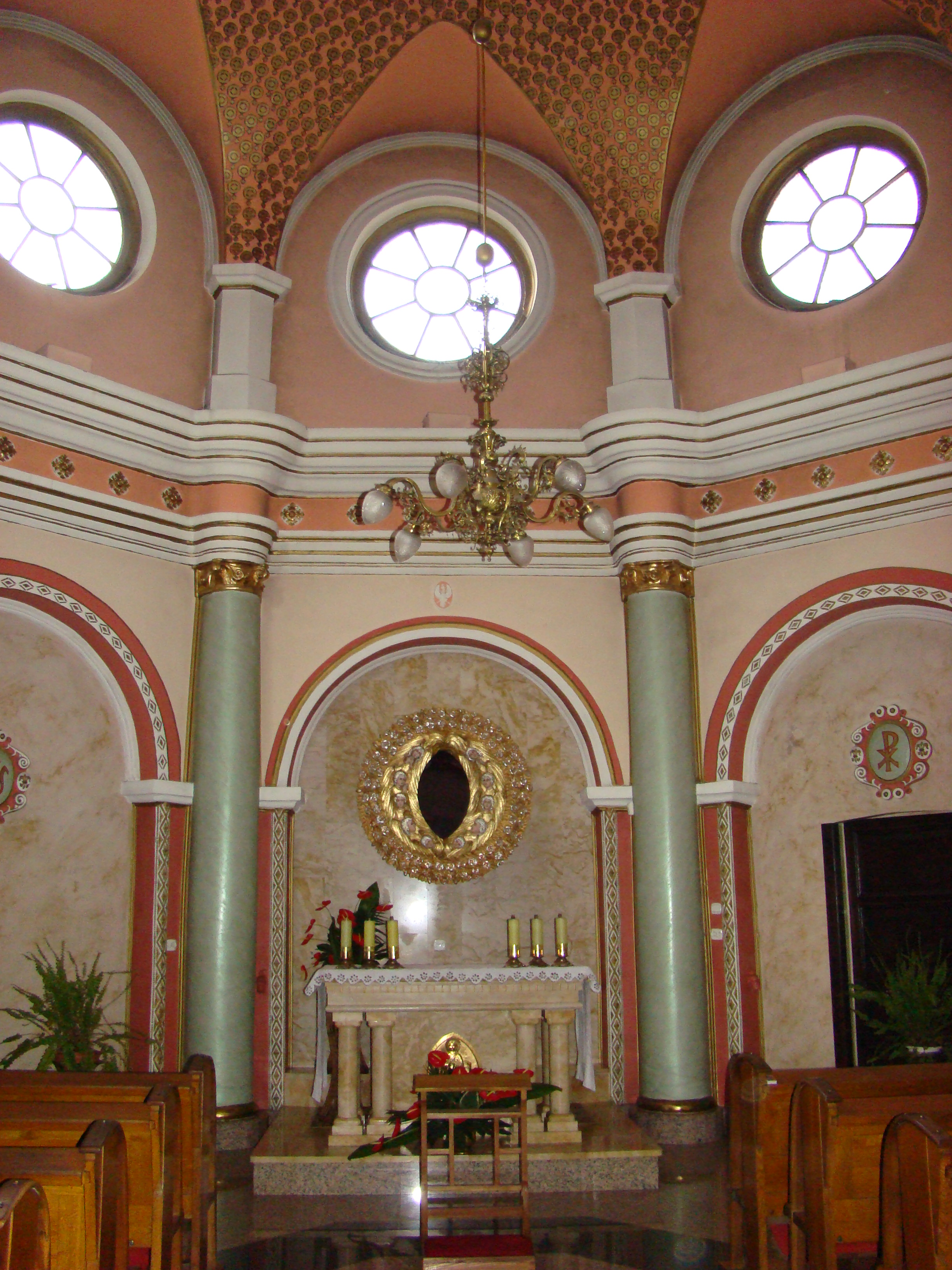
Wnętrze królewskiej kaplicy adoracji Najświętszego Sakramentu
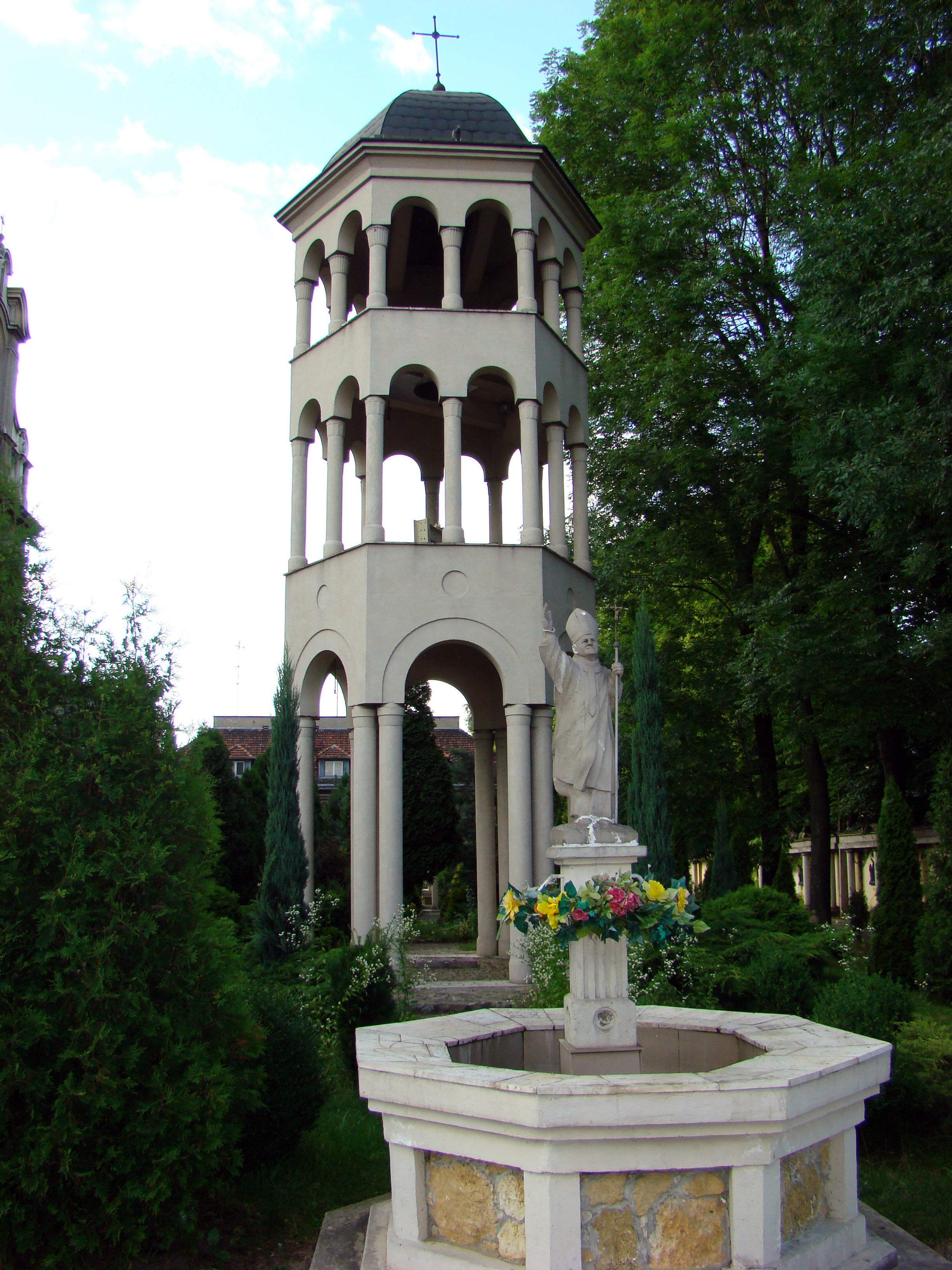
Dzwonnica oraz fontanna z figurą papieża Jana Pawła II
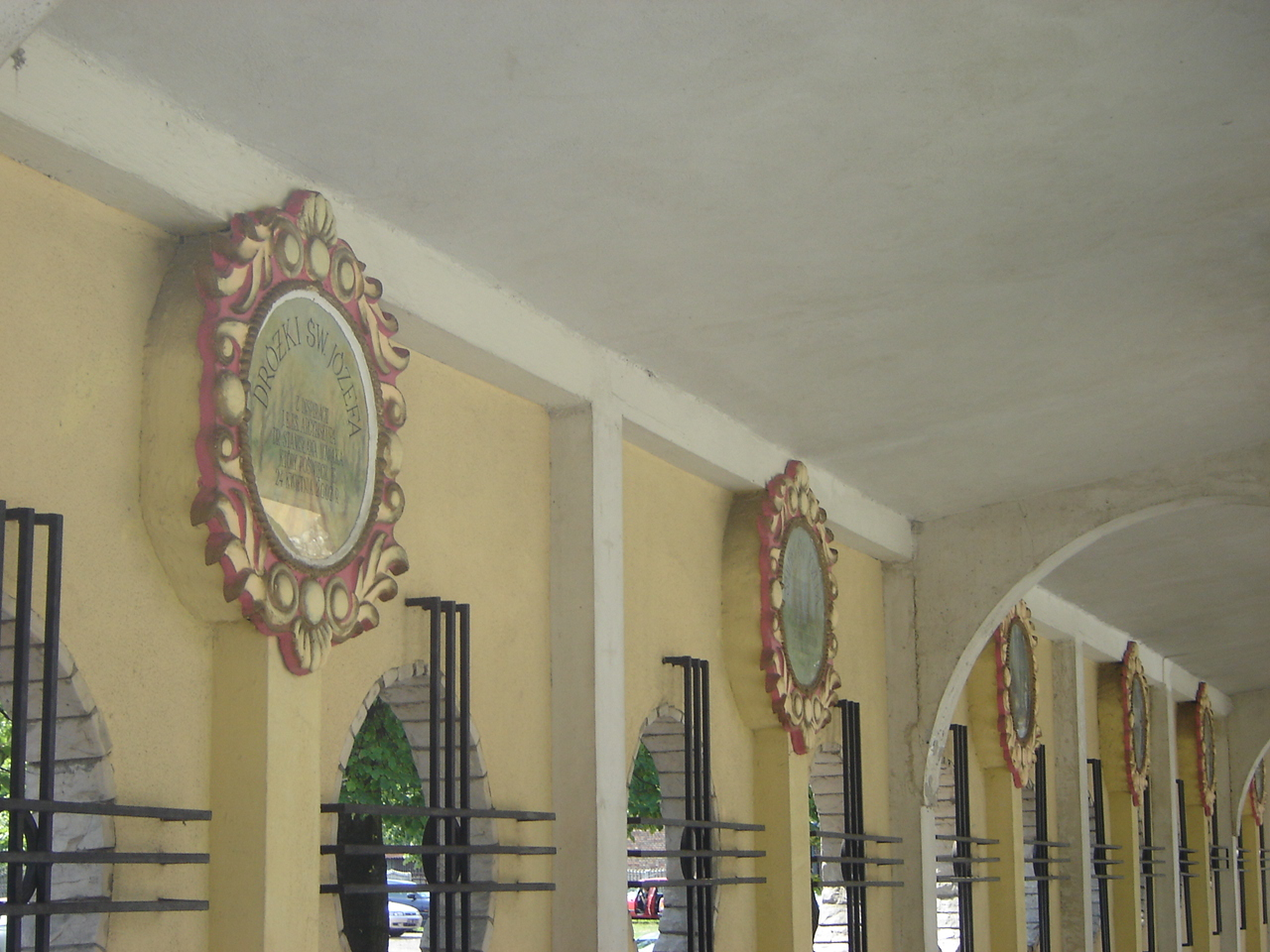
Krużganki, w których umieszczonych jest 14 obrazów "Dróżki Świętego Józefa"